# Lovelandská žába

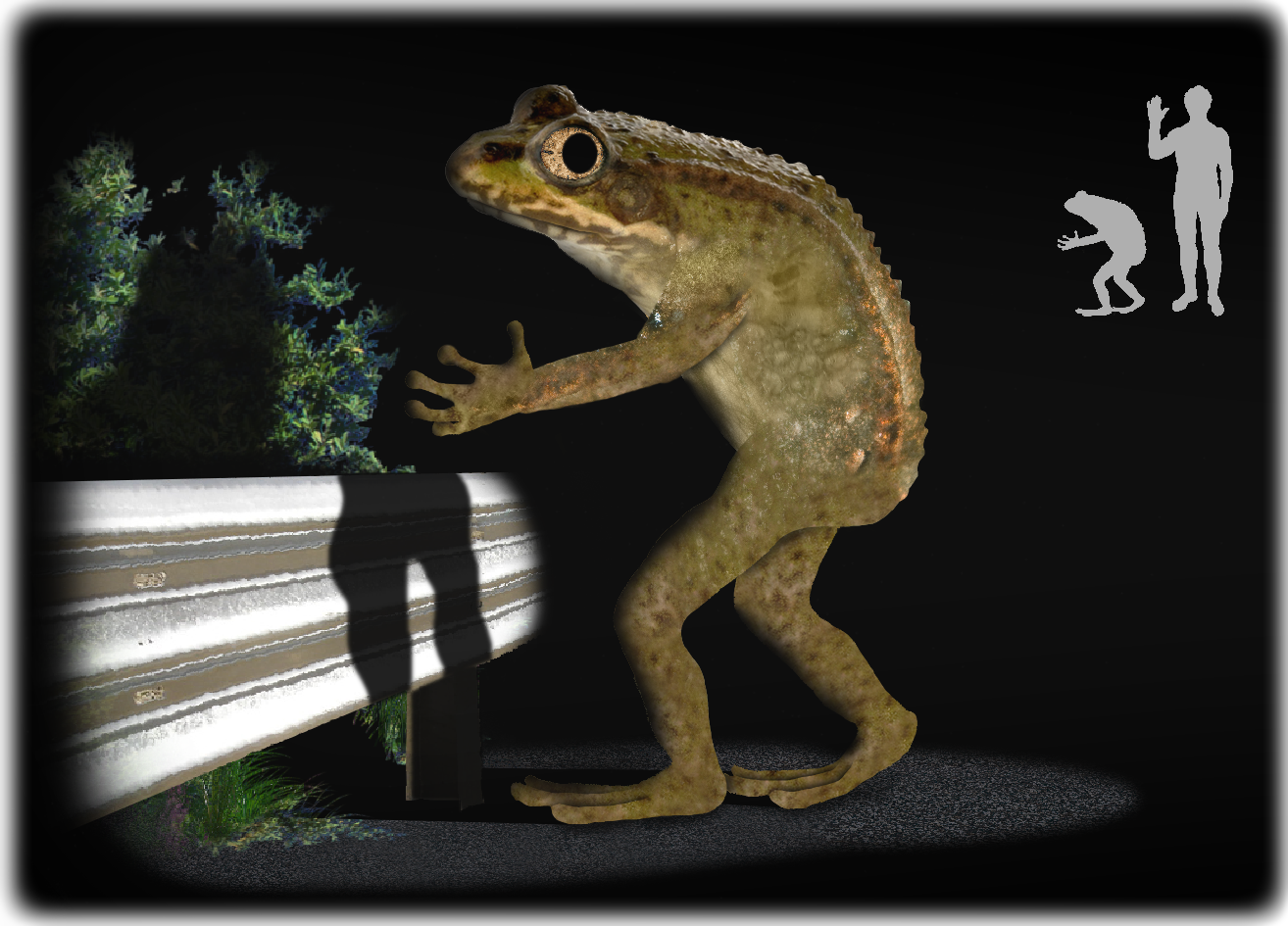
Lovelandská žába rekonstrukce

Lovelandská žába (známá také jako Lovelandský žabí muž nebo Lovelandská ještěrka) měla být humanoidní žába, vysoká kolem jednoho metru, mající zelenou kůží pokryté tělo a spatřená u řeky Little Miami River u města Loveland na jihozápadě státu Ohio v USA, podle jedné z legend poprvé v roce 1955. Legenda získala novou pozornost v roce 1972, kdy tvora odpovídajícího popisu žabího muže spatřil lovelandský policista a oznámil to kolegovi. Po pozorování hlášeném v roce 2016 zavolal druhý policista do zpravodajské stanice a oznámil, že v roce 1972, několik týdnů po incidentu oznámeném kolegou, zastřelil stejného tvora a identifikovali jej jako velkého leguána, kterému chyběl ocas.
Profesor folklóru na Cincinnatské univerzitě (University of Cincinnati) Edgar Slotkin přirovnal legendu o lovelandské žábě k legendě o Paulu Bunyanovi a řekl, že příběhy o ní se předávají už „několik desetiletí“ a že zprávy o jejím pozorování přicházejí v předvídatelných cyklech.
V květnu 2014 se legenda o lovelandské žábě dočkala muzikálového zpracování s názvem Zatraceně! To je lovelandská žába! (Hot Damn! It's the Loveland Frog!).
Lovelandská žába v jihozápadním Ohiu a tzv. Grassman pozorovaný ve východním Ohiu, bývají také označováni za kryptidy, tedy za zvířata hlášená jako existující, ale jejichž pozorování není nedoloženo nezvratnými důkazy.

## Legendy a pozorování
Podle různých legend měl být tvor poprvé spatřen v květnu 1955 obchodníkem, který měl podle jednoho z příběhů vyjet ze čtvrti Branch Hill a spatřit tři postavy, tři až čtyři stopy (kolem jednoho metru) vysoké, stojící vzpřímeně na zadních nohách podél silnice. Měly mít kožovitě pokryté tělo a žabí obličej. Podle jiné verze příběhu měli být tvorové spatřeni  na špatně osvětleném mostě nebo pod ním a jeden měl nad hlavou držet hůlku, která vystřelovala jiskry.
Dne 3. března 1972 v jednu hodinu ráno měl policista Ray Shockey projíždějící opatrně po zledovatělé silnici Riverside Drive směrem do Lovelandu spatřit zvíře na kraji silnice. Tvor se měl přes silnici rozeběhnout a policista měl uvést, že dupl na brzdy, aby do zvířete nenarazil. Poté, co policista zastavil, se plně osvětlené zvíře mělo nejdříve krčit jako žába a poté se napřímit, zůstat stát na dvou končetinách a hledět přímo na policistu. Nakonec se měl tvor otočit, přelézt přes svodidla a vlézt dole do řeky Little Miami River. Tvor měl mít tři až čtyři stopy a vážit měl od 50 do 75 liber (20 až 40 kg). Měl mít připomínat žábu nebo ještěrku. Dalším vyšetřováním měli policisté zjistit, že na svodidle byly zřetelné oděrky přesně v místech, kde zvíře podle hlášení mělo kovovou zábranu přelézt.
Dva týdny nato měl ve stejných místech jako Shockey vidět u silnice přikrčené neidentifikovatelné zvíře také druhý lovelandský policista Mark Mathews. Tvora měl zastřelit, tělo vyzvednout a uložit do kufru. Podle Matthewse se jednalo o velkého leguána o délce asi 3 nebo 3,5 stopy. Okamžitě jej nepoznal, protože mu chyběl ocas. Shockeyovi měl Mathews mrtvého leguána ukázat a ten potvrdil, že se jedná o zvíře, které před dvěma týdny viděl. Mathews příběh o žabím muži vyprávěl znovu na kanálu WCPO 9 v roce 2016.
V srpnu 2016 místní televizní stanice v Cincinnati informovala, že „noční zábava se změnila v mrazivý příběh hrůzy“, když dva teenageři, Sam Jacobs s přítelkyní hrající Pokémon Go mezi silnicí Loveland Madeira Road a jezerem Isabella, tvrdili, že 3. srpna viděli poblíž jezera obří žábu, která „vstala a chodila po zadních končetinách“. Obrovskou žábu, která na ně zírala, měli uvidět, když přešli přes železniční koleje k břehu jezera. Podle Jacobse se pak žába měla postavit na zadní nohy a zmizet pod hladinou. Fotografie a video, které natočil, kde na diváka zírají dvě svítící oči na vrchu postavy, kolovaly po zpravodajských serverech v Cincinnati. Později se ukázalo, že šlo o místního studenta z Arcibiskupské střední školy Moeller (Archbishop Moeller High School) v podomácku vyrobeném žabím kostýmu.